# Casimir III de Pomerània
Casimir o Kasimir III (IV); (1348 - 24 d'agost del 1372) fou el fill gran de Barnim III, fou Duc de Pomerània-Stettin (Szczecin). Va morir durant una campanya contra el Marcgraviat de Brandenburg durant el setge de Königsberg (Neumark) el 1372.